# Vsevolod Illarionovič Pudovkin
Vsevolod Illarionovič Pudovkin (in russo Всеволод Илларионович Пудовкин?; Penza, 28 febbraio 1893 – Riga, 20 giugno 1953) è stato un regista sovietico.

## Biografia
Insieme a Sergej Ėjzenštejn, fu allievo del teorico Lev Kulešov e da questi apprese i segreti della tecnica cinematografica.
Come il maestro, Pudovkin diede particolare rilievo al montaggio, che considerò sempre come la base dell'arte cinematografica e un fondamentale elemento creativo. Così, riallacciandosi alla tradizione dei grandi romanzieri russi dell'Ottocento, il montaggio divenne per lui l'elemento coordinatore d'un grande affresco epico.
Famosa è la sua trilogia che ha per motivo dominante la presa di coscienza.
Ha inizio con La madre (Mat') (1926), da un romanzo di Maksim Gor'kij, in cui la figura della vecchia operaia, delineata con fine psicologia, rivela la graduale evoluzione di un personaggio, evoluzione che è presente in molte opere di Pudovkin.
La trilogia prosegue con La fine di San Pietroburgo (Konec Sankt-Peterburga) (1927), in cui il regista tratta della rieducazione di un giovane contadino fattosi soldato, e subito dopo con Tempeste sull'Asia (Potomok Čingis-Chana) (1928), dove è un mongolo ad attuare la propria presa di coscienza.
I primi film sonori di Pudovkin, Un caso semplice (Prostoj sluchaj) (1932) e Il disertore (Dezertir) (1933), risentono di una stanchezza dovuta probabilmente alla difficile situazione interna sovietica: il cinema doveva rispecchiare la realtà del Paese e finiva per annullare la sincerità dell'ispirazione.
Di questo periodo sono Minin e Požarskij (1939) e Suvorov (1941).
Con la sua ultima opera, però, Il ritorno di Vasilij Bortnikov (Vozvraščenie Vasilija Bortnikova) (1952), Pudovnik sembrò ritornare a un'arte spontanea e vera, precorritrice del disgelo.

## Il teorico del cinema

### Le "Forbici poetiche"
Si devono a Pudovkin le basi teoriche della scuola sovietica del montaggio, anche se il terreno era già stato preparato dalle intuizioni di Béla Balázs e Lev Kulešov. In opposizione a Dziga Vertov e al gruppo dei kinoki - kino (cinema), oko (occhio) - che ponevano al centro lo strumento tecnico e l'oggettività della ripresa cinematografica - tanto da teorizzare di affidare direttamente la cinepresa al popolo - relegando il montaggio al compito marginale di composizione del materiale girato e di suo adattamento al supporto tecnologico (il tempo della pellicola), Pudovkin insiste sul ruolo dell'autore e attribuisce al montaggio il ruolo di elemento distintivo del linguaggio cinematografico: quello che per lo scrittore è lo stile, per l'autore cinematografico è il modo e il ritmo di affiancare e collegare inquadrature e sequenze. In questa prospettiva assume una funzione dominante la sceneggiatura: non più canovaccio di scene ed azioni, sommariamente descritte, al cui interno resta un ampio margine per l'improvvisazione, bensì meticolosa predisposizione di ogni singola azione, gesto, inquadratura. Nella sua raccolta di saggi in lingua tedesca Film-Regie und Film-Manuskript, questa teoria del "montaggio di ferro" si accompagna ad una comprensiva categorizzazione delle sue forme principali: l'antitesi, il parallelismo, l'analogia, il sincronismo, il leitmotiv.

### Ruolo dell'attore
All'interno di una simile concezione della sceneggiatura, il ruolo dell'attore non può essere diverso da quello di un qualsiasi altro oggetto: materia plasmabile dalle mani del regista - prestatore di gesti, espressioni, azioni. Per cui, nel testo già citato, Vsevolod Pudovkin sostiene di preferire servirsi di tipaži e naturščiki, gente del popolo, con determinati attributi fisici o espressivi. Successivamente, sia nella pratica registica (utilizzando attori professionisti come Vera Baranovskaja in La madre, o Aleksandr Čistjakov in La fine di San Pietroburgo), sia nel saggio Aktër v filme ("L'attore nel film", 1934), ammorbidisce questa posizione estrema. L'esperienza di un attore può, invece, tradursi in un livello superiore di conoscenza delle potenzialità e caratteristiche del mezzo cinematografico, e, quindi, di collaborazione col regista.

### Il sonoro
Già nel 1928, un anno dopo l'avvento del sonoro, Pudovkin, per nulla preoccupato dell'impatto di questa innovazione sulla cinematografia sovietica, che più delle altre aveva esplorato e spinto in avanti i confini delle possibilità espressive del cinema muto, pubblica con Sergej Ėjzenštejn e Grigorij Aleksandrov il manifesto Buduščee Zvukovogo fil'ma ("Il futuro del cinema sonoro"). La dialettica e il contrappunto tra montaggio sonoro e montaggio delle immagini, se non si riduce all'asservimento dell'uno all'altra o viceversa (ad es. la statica ripresa di una conversazione, o una colonna sonora che si limiti a enfatizzare gli avvenimenti rappresentati), rappresenta un formidabile mezzo di esplorazione e indagine degli stati d'animo e degli eventi, e moltiplica dunque gli strumenti a disposizione dell'autore.

## Filmografia
- Golod... golod... golod (Голод… голод… голод…) (1921)
- La febbre degli scacchi (Šachmatnaja gorjačka; Шахматная горячка) (1925)
- Mechanika golovnogo mozga (Механика головного мозга) (1926)
- La madre (Mat'; Мать) (1926)
- La fine di San Pietroburgo (Konec Sankt-Peterburga; Конец Санкт-Петербурга) (1927)
- Tempeste sull'Asia (Potomok Čingis-Chana; Потомок Чингис-Хана) (1928)
- Prostoj slučaj (1932)
- Il disertore (Dezertir; Дезертир) (1933)
- Vittoria (Pobeda; Победа) (1938)
- Minin e Požarskij (Minin i Požarskij; Минин и Пожарский) (1938)
- Kino za XX let (Кино за XX лет) (1940) - co-diretto da Esfir Šub
- Collezione di film per le forze armate #6 (Boevoj kinosbornik 6; Боевой киносборник №6) (1941)
- Suvorov (Суворов) (1941)
- Gli assassini scendono in strada (Ubijcy vychodjat na dorogu; Убийцы выходят на дорогу) (1942)
- In nome della patria (Vo imja Rodiny; Во имя Родины) (1943)
- L'ammiraglio Nachimov (Admiral Nachimov; Адмирал Нахимов) (1946)
- Tre incontri (Tri vstreči; Три встречи) (1948)
- Žukovskij (Жуковский) (1950)
- Il ritorno di Vasili Bortnikov (Vozvraščenie Vasilija Bortnikova; Возвращение Василия Бортникова) (1952)

### Attore
- Il cadavere vivente (Živoj trup) (regia di Fëdor Ozep, 1929)